# Krokava
Krokava (hongrois : Kopárhegy) est un village de Slovaquie situé dans la région de Banská Bystrica.

## Histoire
La première mention écrite du village date de 1427.

## Démographie

### Évolution de la population
| Année:               | 1994. | 2004.   | 2014.    | 2024.    |
| -------------------- | ----- | ------- | -------- | -------- |
| Nombre de personnes: | 35    | 34      | 29       | 18       |
| Différence:          |       | -2,85 % | -14,70 % | -37,93 % |

| Année:               | 2023. | 2024. |
| -------------------- | ----- | ----- |
| Nombre de personnes: | 18    | 18    |
| Différence:          |       | +0 %  |